# Épinay
Pour les articles homonymes, voir Épinay (homonymie).
Épinay est une ancienne commune française, située dans le département de l'Eure en région Normandie, devenue le 1er janvier 2016 une commune déléguée au sein de la commune nouvelle de Mesnil-en-Ouche.

## Géographie

### Description
Village du pays d'Ouche.

### Milieux naturels et biodiversité

#### ZNIEFF de type 1
- ZNIEFF 230030198 – La mare du mont Pinchon[3].

#### ZNIEFF de type 2
- ZNIEFF 230009189 – La moyenne vallée de la Charentonne, le bois de Broglie[4].

## Toponymie
Le village est attesté sous la forme latinisée Spinetum au XIIe siècle.
Albert Dauzat et Charles Rostaing expliquent ce type toponymique fréquent par le terme roman epinei signifiant « lieu planté d'(arbres à) épines », François de Beaurepaire préfère le sens littéral de « lieu où il y a des épines » → « roncier ». On disait en ancien français un epinei, comme on disait un chesnei, un saussei, etc.
Pour eux, les Épinay (homonymie) de la partie nord de la France et les Épinoy du Nord (cf. Épinoy, Spinetum 880) remontent tous au gallo-roman *SPINETU (qu'ils donnent sous la forme latinisée Spinetum), basé sur les deux éléments d'origine latine spina, « épine » et -etu(m) suffixe collectif servant à désigner un ensemble d'arbres appartenant à la même espèce. Ce suffixe explique les terminaisons -ey, -ay, (parfois -et, et -oy). Une forme féminisée -ETA a abouti au suffixe du français moderne -aie de même sens (cf. Chênaie, Saulaie, etc.). 
Le toponyme Epinay tirerait son nom des épines séculaires qui servaient jadis à séparer les héritages, les aubépines servaient autrefois à délimiter les parcelles de Normandie.
Les anciennes paroisses de Brézay, Long-Essart et Mont-Pinchon ont été rattachées à Épinay en 1792.
- Brézay remonte à un type gallo-roman *BRIS5[I]ACU, basés sur le nom de personne gaulois *Bris(i)os et le suffixe gaulois -acon[8] (celtique *-āko-). Homonymie avec Brézay, Brézé, Neuf-Brisach et Breisach-am-Rhein.
- Long-Essart remonte peut-être à un ancien *Longtuit (cf. Longtuit) ou *Lanquetuit (plusieurs noms de ce type en Normandie). En effet, le terme t(h)uit signifiait précisément « essart » en normanique (mot issu du vieux norrois þveit, même sens, cf. vieil anglais thwaith(e), idem)[9]. Ces types toponymiques en -tuit / Thuit sont  fréquents dans le Roumois et la campagne du Neubourg contigus. Pourtant, ils ne semblent pas attestés dans le pays d'Ouche[10]. Cependant, la formation Long-Essart parait surtout propre à la Normandie, ce qui indique peut-être une influence et sans doute un défrichement plus tardif du pays d'Ouche, lorsque l'anglo-norrois (ou normanique), n'était plus pratiqué.
- Montpinchon : Homonymie avec Montpinchon (Manche et Calvados), forme normande de Montpinson « le mont du pinson » (même genre de formation que Montfaucon, Merlemont, Laigle, etc. ; autre explication voir Montpinchon)

## Politique et administration
| Période                                  | Période       | Identité       | Étiquette | Qualité                            |
| ---------------------------------------- | ------------- | -------------- | --------- | ---------------------------------- |
| Les données manquantes sont à compléter. |               |                |           |                                    |
| mars 2001                                | 2014          | Gilles Cordier |           |                                    |
| 2014                                     | décembre 2015 | Daniel Groult  | SE        | Professeur du secondaire retraité. |

| Période | Période   | Identité      | Étiquette | Qualité                                           |
| ------- | --------- | ------------- | --------- | ------------------------------------------------- |
| 2016    | juin 2022 | Daniel Groult | SE        | Ancien professeur du lycée Fresnel Démissionnaire |

## Démographie
L'évolution du nombre d'habitants est connue à travers les recensements de la population effectués dans la commune depuis 1793. À partir du 1er janvier 2009, les populations légales des communes sont publiées annuellement dans le cadre d'un recensement qui repose désormais sur une collecte d'information annuelle, concernant successivement tous les territoires communaux au cours d'une période de cinq ans. 
Pour les communes de moins de 10 000 habitants, une enquête de recensement portant sur toute la population est réalisée tous les cinq ans, les populations légales des années intermédiaires étant quant à elles estimées par interpolation ou extrapolation. Pour la commune, le premier recensement exhaustif entrant dans le cadre du nouveau dispositif a été réalisé en 2005,.
En 2013, la commune comptait 330 habitants, en évolution de +14,98 % par rapport à 2008 (Eure : +2,66 %, France hors Mayotte : +2,49 %).
| 1793 | 1800 | 1806 | 1821 | 1831 | 1836 | 1841 | 1846 | 1851 |
| ---- | ---- | ---- | ---- | ---- | ---- | ---- | ---- | ---- |
| 337  | 603  | 668  | 580  | 594  | 576  | 564  | 567  | 539  |

| 1856 | 1861 | 1866 | 1872 | 1876 | 1881 | 1886 | 1891 | 1896 |
| ---- | ---- | ---- | ---- | ---- | ---- | ---- | ---- | ---- |
| 513  | 505  | 469  | 450  | 446  | 404  | 380  | 356  | 355  |

| 1901 | 1906 | 1911 | 1921 | 1926 | 1931 | 1936 | 1946 | 1954 |
| ---- | ---- | ---- | ---- | ---- | ---- | ---- | ---- | ---- |
| 310  | 315  | 343  | 288  | 319  | 335  | 341  | 352  | 307  |

| 1962 | 1968 | 1975 | 1982 | 1990 | 1999 | 2005 | 2010 | 2013 |
| ---- | ---- | ---- | ---- | ---- | ---- | ---- | ---- | ---- |
| 283  | 228  | 222  | 244  | 252  | 272  | 270  | 325  | 330  |

## Culture locale et patrimoine

### Lieux et monuments
- L’église Notre-Dame, inscrite à l'inventaire général du patrimoine culturel [17]
- Pont, au lieu-dit Les Mottes [18]

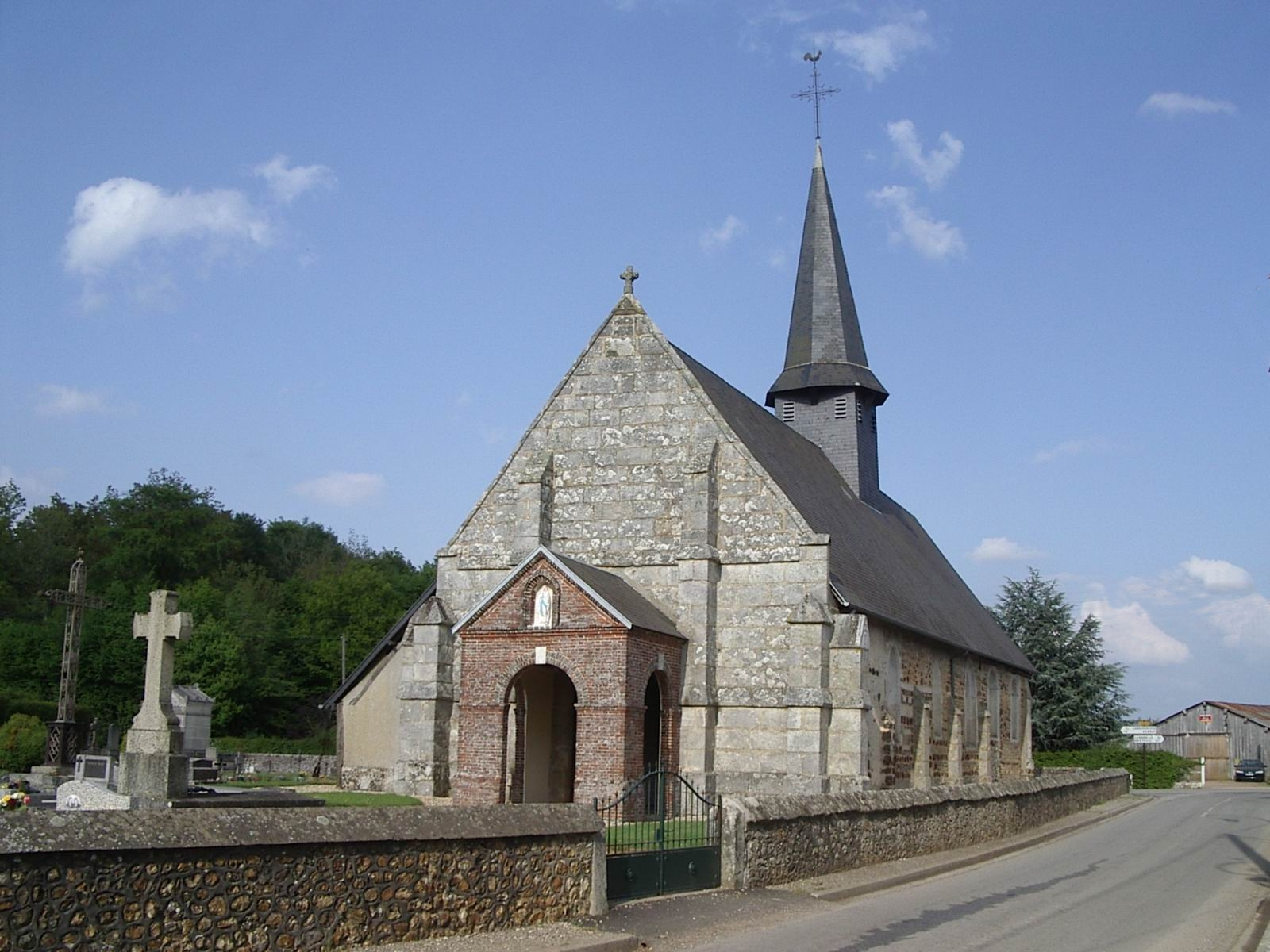
L’église Notre-Dame
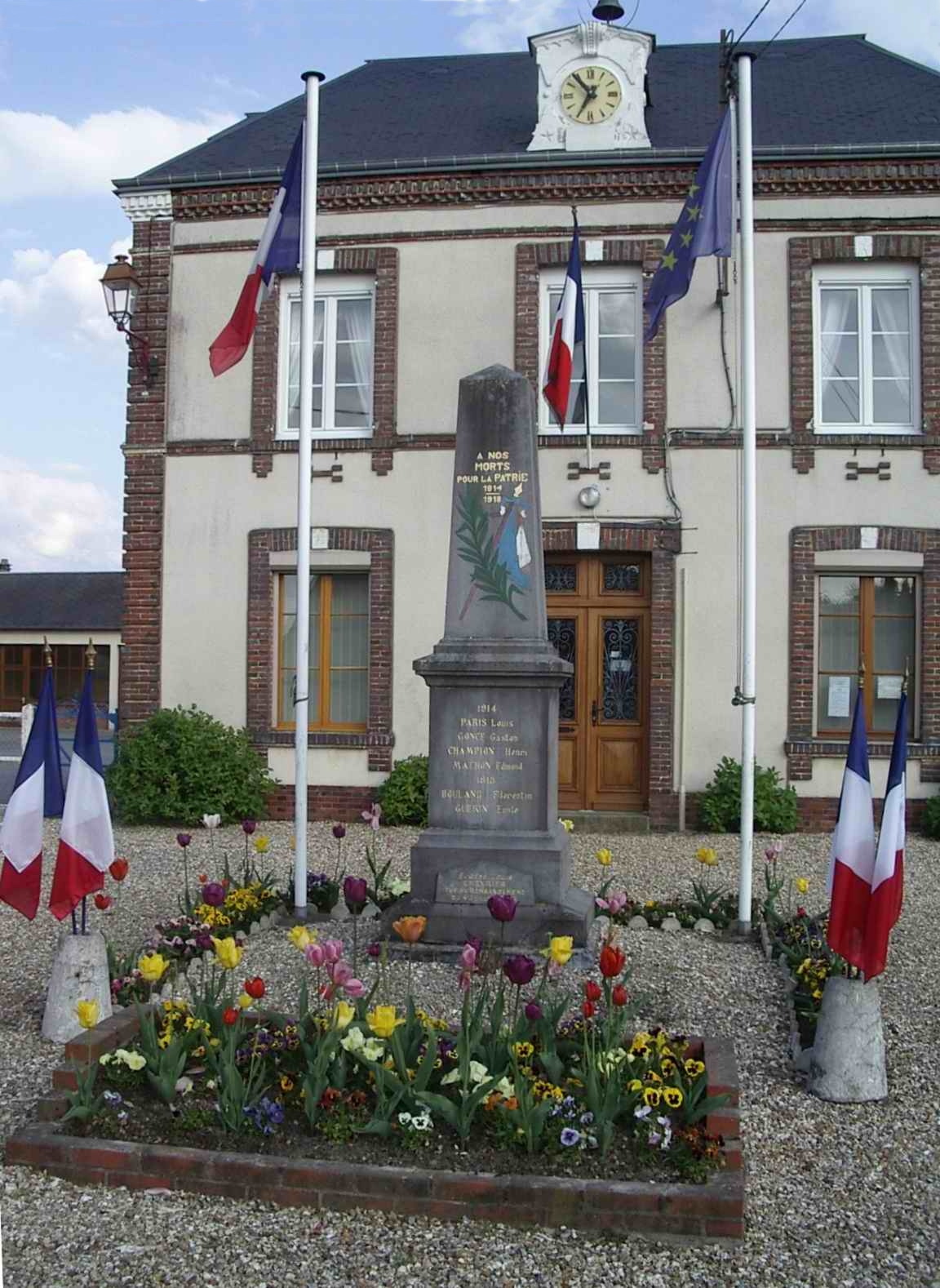
Le monument aux morts